# Nowa Wilejka (stacja kolejowa)
Nowa Wilejka (lit. Naujoji Vilnia, ros. Науйойи-Вильня) – stacja kolejowa w dzielnicy Nowa Wilejka, w Wilnie, na Litwie. Leży na linii dawnej Kolei Warszawsko-Petersburskiej.
Stacja Wilejka powstała w XIX w. we wsi Rakanciszki pomiędzy stacjami Wilno (w kierunku Warszawy) a Bezdany (w kierunku Petersburga) i Kiena (w kierunku Mińska). W dwudziestoleciu międzywojennym stacja leżała w Polsce.